# Championnats du monde de course en montagne 2014
Navigation
2013 2015
Les Championnats du monde de course en montagne 2014 sont une compétition de course en montagne qui se déroule le 13 septembre 2014 à Casette di Massa en Toscane en Italie. Il s'agit de la trentième édition de l'épreuve.

## Résultats
La course féminine junior a lieu sur un parcours de 3,8 km et 320 m de dénivelé. Quatrième sur 5 000 mètres aux championnats du monde juniors d'athlétisme, l'Ougandaise Stella Chesang démontre ses excellentes qualités polyvalentes en dominant la course. Elle s'impose avec plus d'une minute d'avance sur l'Allemande Sarah Kistner. La Tchèque Michaela Stránská complète le podium,.
Le parcours de l'épreuve junior masculine mesure 9 km pour 710 m de dénivelé. Sixième du 5 000 mètres aux championnats du monde junior, Phillip Kipyeko est le seul Ougandais au départ, son compatriote Joshua Cheptegei ayant déclaré forfait au dernier moment. Comme sa compatriote Stella, Phillip domine la course et s'impose aisément avec près de deux minutes d'avance sur le duo turc composé de Ramazan Karagöz et Ferhat Bozkurt,.
La course féminine senior se déroule sur le même tracé que celui des juniors masculins. Grande favorite, l'Autrichienne Andrea Mayr assume son rôle et domine la course. Prenant les commandes dès le départ, elle distancie toutes ses concurrentes et remporte son cinquième titre avec plus de deux minutes d'avance sur ses poursuivantes, devenant l'athlète la plus titrée. Connaissant un grand succès sur la scène autrichienne de course en montagne, Lucy Wambui Murigi est présente avec la toute première délégation kényane aux championnats du monde de la discipline. Cette dernière fait étalage de son talent et se place aux avant-postes derrière Andrea. Elle décroche la médaille d'argent pour six secondes devant l'Américaine Allison McLaughlin. L'Italie remporte le classement par équipes devant le Royaume-Uni et les États-Unis,,.
Le parcours de la course senior masculine mesure 12 km pour 1 100 m de dénivelé. Le duel Ouganda-Érythrée a une nouvelle fois lieu mais malgré la présence du champion du monde 2012 Petro Mamu, les coureurs érythréens se voient relégués au second rang par les Ougandais, menés par Phillip Kiplimo. Survolant les débats, ce dernier s'impose avec plus d'une minute d'avance sur son compatriote Daniel Rotich. Kibet Soyekwo complète le podium 100 % ougandais. L'Italien Bernard Dematteis parvient à tirer son épingle du jeu et termine au pied du podium entre les Ougandais et les Érythréens. Avec quatre coureurs dans le top 10, l'Ouganda remporte aisément le classement par équipes. L'Érythrée et l'Italie complètent le podium,.

### Seniors

#### Courses individuelles
| Rang               | Athlète           | Pays     | Temps       |
| ------------------ | ----------------- | -------- | ----------- |
| Médaille d'or      | Isaac Kiprop      | Ouganda  | 53 min 50 s |
| Médaille d'argent  | Daniel Rotich     | Ouganda  | 55 min 10 s |
| Médaille de bronze | Kibet Soyekwo     | Ouganda  | 55 min 24 s |
| 4                  | Bernard Dematteis | Italie   | 55 min 49 s |
| 5                  | Frezgy Tsegay     | Érythrée | 56 min 3 s  |
| 6                  | Abraham Kidane    | Érythrée | 57 min 4 s  |
| 7                  | Petro Mamu        | Érythrée | 57 min 14 s |
| 8                  | Ahmet Arslan      | Turquie  | 57 min 47 s |

| Rang               | Athlète             | Pays       | Temps       |
| ------------------ | ------------------- | ---------- | ----------- |
| Médaille d'or      | Andrea Mayr         | Autriche   | 45 min 7 s  |
| Médaille d'argent  | Lucy Wambui Murigi  | Kenya      | 47 min 49 s |
| Médaille de bronze | Allison McLaughlin  | États-Unis | 47 min 55 s |
| 4                  | Maude Mathys        | Suisse     | 48 min 22 s |
| 5                  | Viola Jelagat       | Kenya      | 49 min 1 s  |
| 6                  | Patricia Chekwemboi | Ouganda    | 49 min 11 s |
| 7                  | Mateja Kosovelj     | Slovénie   | 49 min 16 s |
| 8                  | Alice Gaggi         | Italie     | 49 min 55 s |

#### Courses par équipes
| Rang               | Pays | Points |
| ------------------ | --- | ------ |
| Médaille d'or      | Ouganda Isaac Kiprop (1er) Daniel Rotich (2e) Kibet Soyekwo (3e) Nathan Ayeko (11e) James Kibet (43e)                                     | 17     |
| Médaille d'argent  | Érythrée Frezgy Tsegay (5e) Abraham Kidane (6e) Petro Mamu (7e) Tesfaldet Negash (9e)                                                     | 27     |
| Médaille de bronze | Italie Bernard Dematteis (4e) Martin Dematteis (13e) Xavier Chevrier (14e) Luca Cagnati (24e) Alex Baldaccini (35e) Tommaso Vaccina (42e) | 55     |

| Rang               | Pays                                                                                           | Points |
| ------------------ | ---------------------------------------------------------------------------------------------- | ------ |
| Médaille d'or      | Italie Alice Gaggi (8e) Elisa Desco (11e) Antonella Confortola (13e) Renate Rungger (53e)      | 32     |
| Médaille d'argent  | Royaume-Uni Emma Clayton (9e) Rebecca Robinson (14e) Mary Wilkinson (18e) Katie Walshaw (42e)  | 41     |
| Médaille de bronze | États-Unis Allison McLaughlin (3e) Megan Deakins (21e) Megan Lund (38e) Juliane Masciana (64e) | 62     |

### Juniors

#### Courses individuelles
| Rang               | Athlète         | Pays    | Temps       |
| ------------------ | --------------- | ------- | ----------- |
| Médaille d'or      | Phillip Kipyeko | Ouganda | 40 min 51 s |
| Médaille d'argent  | Ramazan Karagöz | Turquie | 42 min 42 s |
| Médaille de bronze | Ferhat Bozkurt  | Turquie | 42 min 53 s |

| Rang               | Athlète           | Pays               | Temps       |
| ------------------ | ----------------- | ------------------ | ----------- |
| Médaille d'or      | Stella Chesang    | Ouganda            | 19 min 23 s |
| Médaille d'argent  | Sarah Kistner     | Allemagne          | 20 min 38 s |
| Médaille de bronze | Michaela Stránská | République tchèque | 21 min 1 s  |

#### Courses par équipes
| Rang               | Pays                                                                                          | Points |
| ------------------ | --------------------------------------------------------------------------------------------- | ------ |
| Médaille d'or      | Turquie Ramazan Karagöz (2e) Ferhat Bozkurt (3e) Musa İşler (7e) Ayhan Sağlam (14e)           | 12     |
| Médaille d'argent  | Italie Nadir Cavagna (4e) Davide Magnini (6e) Henri Aymonod (24e) Luca Ventura (39e)          | 34     |
| Médaille de bronze | Royaume-Uni Andrew Lawler (11e) Maximilian Nicholls (13e) Jacob Adkin (23e) Max Wharton (28e) | 47     |

| Rang               | Pays                                                                                         | Points |
| ------------------ | -------------------------------------------------------------------------------------------- | ------ |
| Médaille d'or      | Allemagne Sarah Kistner (2e) Nada Balcarczyk (6e) Annika Seefeld (21e)                       | 8      |
| Médaille d'argent  | États-Unis Mandy Ortiz (4e) Marisa Ruskan (8e) Tabor Scholl (35e)                            | 12     |
| Médaille de bronze | République tchèque Michaela Stránská (3e) Carmen Idris Beshirová (9e) Tereza Korvasová (20e) | 12     |